# 漢語水平考試
漢語水平考試（かんごすいへいこうし、中: 汉语水平考试、拼音: Hànyǔ Shuǐpíng Kǎoshì、略称：HSK）は、中国の教育部が認定する国際的な中国語の語学検定試験である。中国語を母語としない学習者（外国人以外に華僑や中国国内の少数民族も含む）が対象。1級に始まり、6級が一番難易度が高い級数である。

## 概要
1984年にHSKは北京言語学院(今の北京語言大学)で開発が始められ、1992年に中国国内で正式に国家レベルのテストとして実施された。2005年には150ヶ国以上で実施されている国際的な中国語資格に成長している。日本国内では2012年に受験者が1万5000名を超えたことが発表された。
HSKは英語資格のTOEFLテストのように、日本国内・中国国内で教育機関や企業での国際的な中国語力の証明書として認定されている。
テストは、ヨーロッパ全体で外国語の学習者の習得状況を示す際に用いられるガイドラインCEFR（ヨーロッパ言語共通参照枠）に準拠しており、世界ランクで中国語力がわかる設計となっている。
中国教育部中外語言交流合作中心は下記のテストを実施している。
- HSK - 筆記試験
- HSKK - 口頭試験
- YCT - 子供向け（HSK3級以下相当）
- BCT - ビジネス向け
- CTCSOL - 中国語教育者向け

### HSKの利用
- 中国国内では2017年4月から開始した、就労ビザの外国人来華就業許可制度のランク付け基準としてHSKが採用されている。
- HSK6級180点以上で、通訳案内士の中国語筆記試験が免除される。
- 東京大学の推薦入試学生募集要項の外国語に関する語学力の証明書に使える物の例として、英語ではTOEFLや英検、中国語ではHSKが具体例として記載されている（他の試験でも可）。

中国の大学への留学
- HSK4級 - 多くの大学で、理系分野の本科生（学部生）、研究生（大学院）への入学基準とされる。[2]
- HSK5級 - 多くの大学で、文系分野の本科生（学部生）、研究生（大学院）への入学基準とされる。[2]
- HSK6級 - 北京大学など一部の大学。[2]

## 試験形式
HSKは2010年に大規模なリニューアルが行われ、旧来の試験（旧HSK）との区別のため、2010年以降に実施されているものを新漢語水平考試（新HSK）と呼ぶこともあるが、現在HSKといえば新HSKのことを指す。現在の主催は中国教育部中外語言交流合作中心。

### 紙の試験形式
日本国内では紙の試験形式は日本青少年育成協会HSK日本実施委員会とアジア国際交流奨学財団が考試を受託し運営している。前者の試験日は毎月開催され、2024年より全国47都道府県で実施されるようになった。

### ネット試験（パソコン形式）
日本国内では2012年7月からは、1人1人がヘッドフォンを装着し、全国10箇所以上の会場でパーソナルコンピュータでインターネットを通じて行われるネット試験も始まった。こちらはHSK/YCT試験日本事務局が運営し、毎月実施される。HSKのほか、HSKK(Speaking), YCT(Youth), BCT(Business)もパーソナルコンピュータで受験できる。HSK, HSKKネット試験は日建学院も運営していたが、諸般の事情により終了した。

## 他の中国語検定とHSKの違い
HSKは、コミュニケーション能力の測定に特化しているため、より実用的な中国語能力が求められる。中国語検定は、中国語の正確な知識を問う問題が出題されるため、日本語と中国語の相互翻訳力が求められる。
中国の大学では外国人留学生に対して、HSKの一定スコアを求めている（文系大学でHSK5級、理系大学でHSK4級を求められることが多い）。
中国語検定の違いについては以下にまとめる。
| 試験名称 （略称）                       | 主催                                       | 特徴 | 会場数                                              |
| --------------------------------------- | ------------------------------------------ | --- | --------------------------------------------------- |
| 漢語水平考試 (HSK)                      | 中華人民共和国政府教育部                   | 世界中で実施されている国際的な中国語資格。中国政府が公認し、母語が中国語でない人の中国語の能力をはかることに使われる。日本国内・中国国内の大学や、日本国内・海外の企業での採用基準、研修の評価基準に利用される。 | 日本国内：47都道府県+ネット試験 海外：162の国と地域 |
| 中国語検定試験 (中検)                   | 一般財団法人日本中国語検定協会             | 日本国内ではHSKの次に受験者数が多い試験（2018年はHSK34018人、中検29935人）。日中、中日の翻訳能力を重視する。 | 日本国内：32都市 海外：中国とシンガポール           |
| 中国語コミュニケーション能力検定（TECC) | 一般財団法人中国ビジネス交流協会           | 「中国語によるコミュニケーション能力を測定する」の趣旨で34社の企業が協賛し設立。国内企業で採用・昇進・海外派遣要因の選考や社員教育・研修などに活用されている。                                                   | 日本国内：8都市 海外：台北、高雄                    |
| 実用中国語技能検定試験                  | アジア国際交流奨学財団                     | 文部省より認可を受けた財団法人アジア国際交流奨学財団が実施する中国語学習者の検定試験。2015年時点ではHSKも実施している。                                                                                          | 日本国内：13都市 海外：中国 上海                    |
| 華語文能力測験（TOCFL)                  | 中華民国（台湾）国家華語測験推動工作委員会 | 台湾華語(中国語)を母語としない人向けの能力試験。受験者の国籍は60ヶ国以上。 | 日本国内：7都市（変動）                             |

## 筆記試験
HSKは1級から6級まであり、数字が大きいほど上級である。試験問題はリスニング（聴力）、読解（閲読）、作文（書写）の3パートから成り、総得点の6割が合格ラインとなっている。5級と6級には合否の記載はなく点数のみ開示される。
| 級  | 語彙数 | リスニングの 読み上げ回数 | 語順問題 （文法） | 自由作文問題  | 大学での第2外国語 として       | 相当する中国語検定     |
| --- | ------ | ------------------------- | ----------------- | ------------- | ------------------------------ | ---------------------- |
| 1級 | 150    | 2                         | なし              | なし          | 半年間で学習する初歩的なレベル | 最も簡単な級よりも簡単 |
| 2級 | 300    | 2                         | なし              | なし          | 1年間で学習する基礎的なレベル  | 準4級                  |
| 3級 | 600    | 2                         | あり              | なし          | 1年間半で学習するレベル        | 4級                    |
| 4級 | 1200   | 1                         | あり              | あり（短文）  | 2年間で学習するレベル          | 4級〜3級               |
| 5級 | 2500   | 1                         | あり              | あり（80字）  |                                | 3級〜2級               |
| 6級 | 5000   | 1                         | なし              | あり（400字） |                                | 2級〜準1級             |

### 語彙リスト
HSK の各級で使用される語彙のリストが公式サイトで『新汉语水平考试（HSK）词汇』の名称で配布されている。1～6級で使用される語彙は丁度5000語になっている。

### CEFRとの対応関係
2010年にHSKの運営側は、HSKの6つの級はCEFR（ヨーロッパ言語共通参照枠）の6段階のレベルに対応していると主張した。しかしながら、この主張を、ドイツ:1,3,5やフランスなどの中国語教育組織が、HSK6級はCEFRのB2前後に相当し、HSK側の主張は正しくないと否定した。
| HSK | HSK    | HSK    | 対応するCEFRの級 | 対応するCEFRの級 | 対応するCEFRの級 | 対応するCEFRの級 | 対応するCEFRの級 |
| 級  | 語彙数 | 文字数 | HSK側の主張      | フランス         | ドイツ           | イタリア         | TOCFL            |
| --- | ------ | ------ | ---------------- | ---------------- | ---------------- | ---------------- | ---------------- |
| 6   | 5000   | 2663   | C2               | B2 〜 C1         | B2               | B1+ 〜 B2        | B2               |
| 5   | 2500   | 1685   | C1               | B1 〜 B2         | B1               | A2+ 〜 B1        | B1               |
| 4   | 1200   | 1064   | B2               | A2               | A2               | A1+ 〜 A2        | A2               |
| 3   | 600    | 617    | B1               | A1 〜 A2         | A1               | A1.1 〜 A1.2     | A1               |
| 2   | 300    | 347    | A2               | A1.1             | A1.1 (作文なし)  | A1.1             |                  |
| 1   | 150    | 174    | A1               | A1以下           | 対応無し         | A1.1             |                  |

## 口頭試験
口頭試験は漢語水平口語考試（中: 汉语水平口语考试、略称：HSKK）として別試験で開催されている。総得点の6割が合格ラインとなっている。
| HSK級 | HSKK級 | 語彙数 | 問題数 | 試験時間 |
| ----- | ------ | ------ | ------ | -------- |
| 1     | 初級   | 200    | 27     | 17分     |
| 2     | 初級   | 200    | 27     | 17分     |
| 3     | 中級   | 900    | 14     | 21分     |
| 4     | 中級   | 900    | 14     | 21分     |
| 5     | 高級   | 3000   | 6      | 24分     |
| 6     | 高級   | 3000   | 6      | 24分     |

## 2020年以降に改訂予定の新形式
2020年以降に新形式に改訂予定である。リーディング、リスニング、ライティング、スピーキングの4技能に加えて、翻訳がある。各級のレベルは以下の通り。この改定に合わせる形で現行のHSK6級より上位のレベルとなる７～９級試験が2022年開始された。ただし、HSK1級～6級については試験内容や出題形式、語彙など近い将来に変更の予定はなく、現在取得した成績は依然として有効であるとされている。
| 区分 | 級 | 語彙数 |
| ---- | -- | ------ |
| 初等 | 1  | 500    |
| 初等 | 2  | 1272   |
| 初等 | 3  | 2245   |
| 中等 | 4  | 3245   |
| 中等 | 5  | 4316   |
| 中等 | 6  | 5456   |
| 高等 | 7  | 11092  |
| 高等 | 8  | 11092  |
| 高等 | 9  | 11092  |

## 2010年までのテスト形式
| 区分                                             | 語彙数 (累積)             | 級 | 証書     |
| ------------------------------------------------ | ------------------------- | -- | -------- |
| 高等                                             | 文字数: 2865 単語数: 8840 | 11 | 高等 A   |
| 高等                                             | 文字数: 2865 単語数: 8840 | 10 | 高等 B   |
| 高等                                             | 文字数: 2865 単語数: 8840 | 9  | 高等 C*  |
| 高等                                             | 文字数: 2865 単語数: 8840 | -  | なし     |
| 初中等                                           | 文字数: 2194 単語数: 5257 | 8  | 中等 A   |
| 初中等                                           | 文字数: 2194 単語数: 5257 | 7  | 中等 B   |
| 初中等                                           | 文字数: 2194 単語数: 5257 | 6  | 中等 C   |
| 初中等                                           | 文字数: 1603 単語数: 3052 | 5  | 初等 A   |
| 初中等                                           | 文字数: 1603 単語数: 3052 | 4  | 初等 B   |
| 初中等                                           | 文字数: 1603 単語数: 3052 | 3  | 初等 C** |
| 初中等                                           | 文字数: 1603 単語数: 3052 | -  | なし     |
| 基礎                                             | 文字数: 800 単語数: 1033  | 3  | 基礎 A   |
| 基礎                                             | 文字数: 800 単語数: 1033  | 2  | 基礎 B   |
| 基礎                                             | 文字数: 800 単語数: 1033  | 1  | 基礎 C   |
| 基礎                                             | 文字数: 800 単語数: 1033  | -  | なし     |
| *一般的なビジネスレベル **一般的な大学入学レベル |                           |    |          |

### 級
1級～11級までの級があり、3種類の出題形式があった（基礎、初中等、高等）。学科次第だが3級～8級が中国の大学に入学するのに必要であった。9級以上が一般的なビジネスレベルとされた。
基礎HSKを受験し合格すると1級～3級が、初中等HSKを受験し合格すると3級～8級が、高等HSKを受験し合格すると9級～11級が割り振られた。不合格の場合は級が付かない。

### 出題形式
基礎HSKと初中等HSKはリスニング・文法・読解・作文の4つから構成された。作文以外は選択式であった。高等HSKは総合問題・作文・口頭試験から構成された。